# Villa Olímpica de Tegucigalpa
La Villa Olímpica de Tegucigalpa es un complejo deportivo ubicada en la zona noroeste de Tegucigalpa, capital de Honduras. Fue construido por el gobierno de Honduras para ser el mayor centro de deportes en la ciudad capital, así como para ser habilitado como residencia de deportistas con motivo de eventos competitivos internacionales. Está ubicado detrás de la Universidad Nacional Autónoma de Honduras, es de acceso gratuito y se pueden practicar todo tipo de disciplinas deportivas en sus instalaciones.

## Historia
El complejo se terminó y se fundó en el año 1989 durante el gobierno del presidente José Azcona del Hoyo. Pertenece al estado de Honduras, es un complejo deportivo público y es mantenido por la Comisión Nacional de  Deportes, Educación Física y Recreación (CONDEPOR) con un presupuesto de 10 millones de lempiras al mes.
La Villa Olímpica de Tegucigalpa cuenta con una gran cantidad de edificios con equipo deportivo diverso como pesas, gimnasios, piscina olímpica, varias chanchas de fútbol, baloncesto, voleibol, tenis, etc. Fue diseñada por varios arquitectos e ingenieros de la capital. Fue construida con los objetivos de modernizar este sector urbano y satisfacer las necesidades de alojamiento de los Juegos Centroamericanos y del Caribe.
Honduras ha ganado en los Juegos Centroamericanos y del Caribe dos medallas de oro, diez de plata y 21 de bronce, en total 33 medallas, ocupa la posición número veintiuno.

## Edificios
- Área de piscinas.

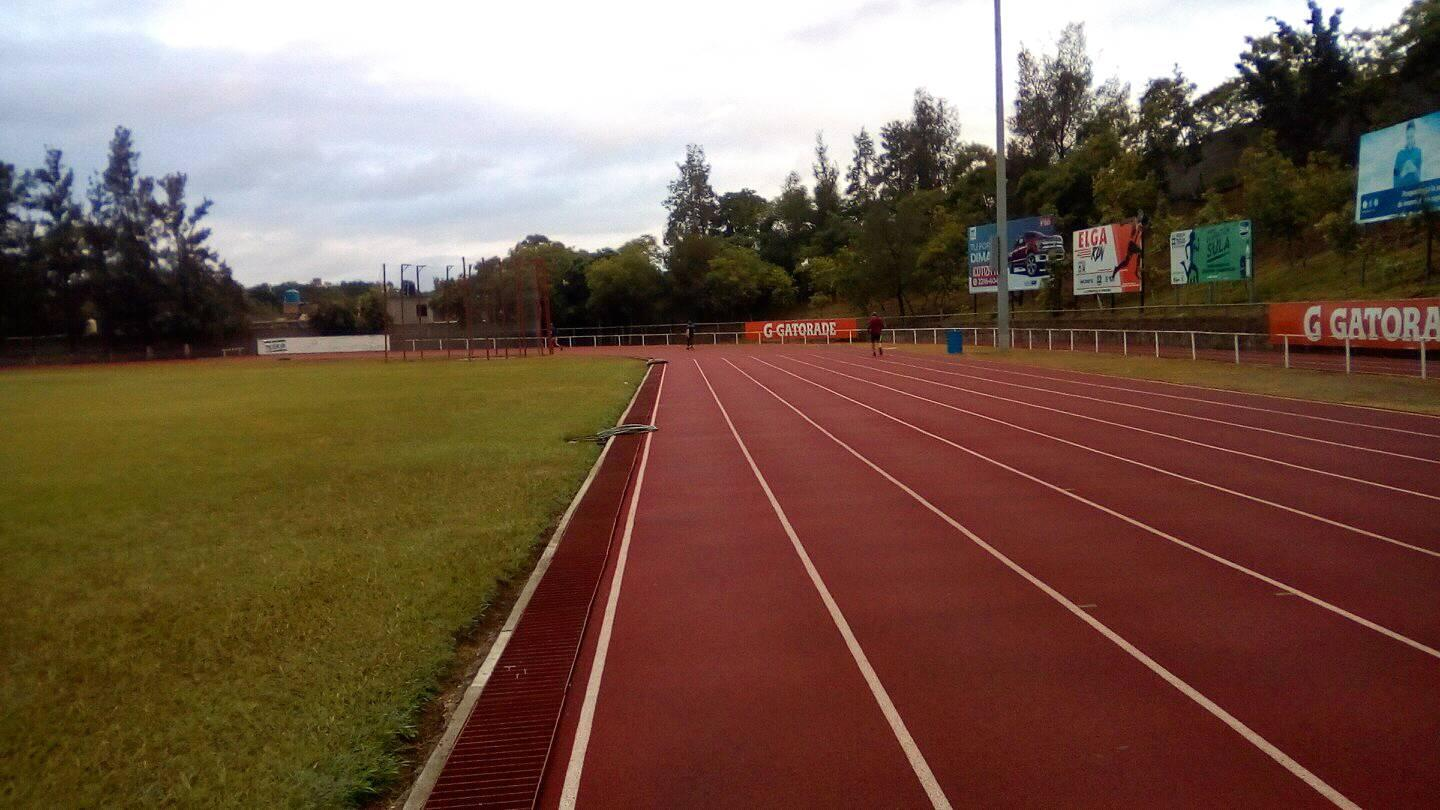
Pista del Estadio Olímpico.

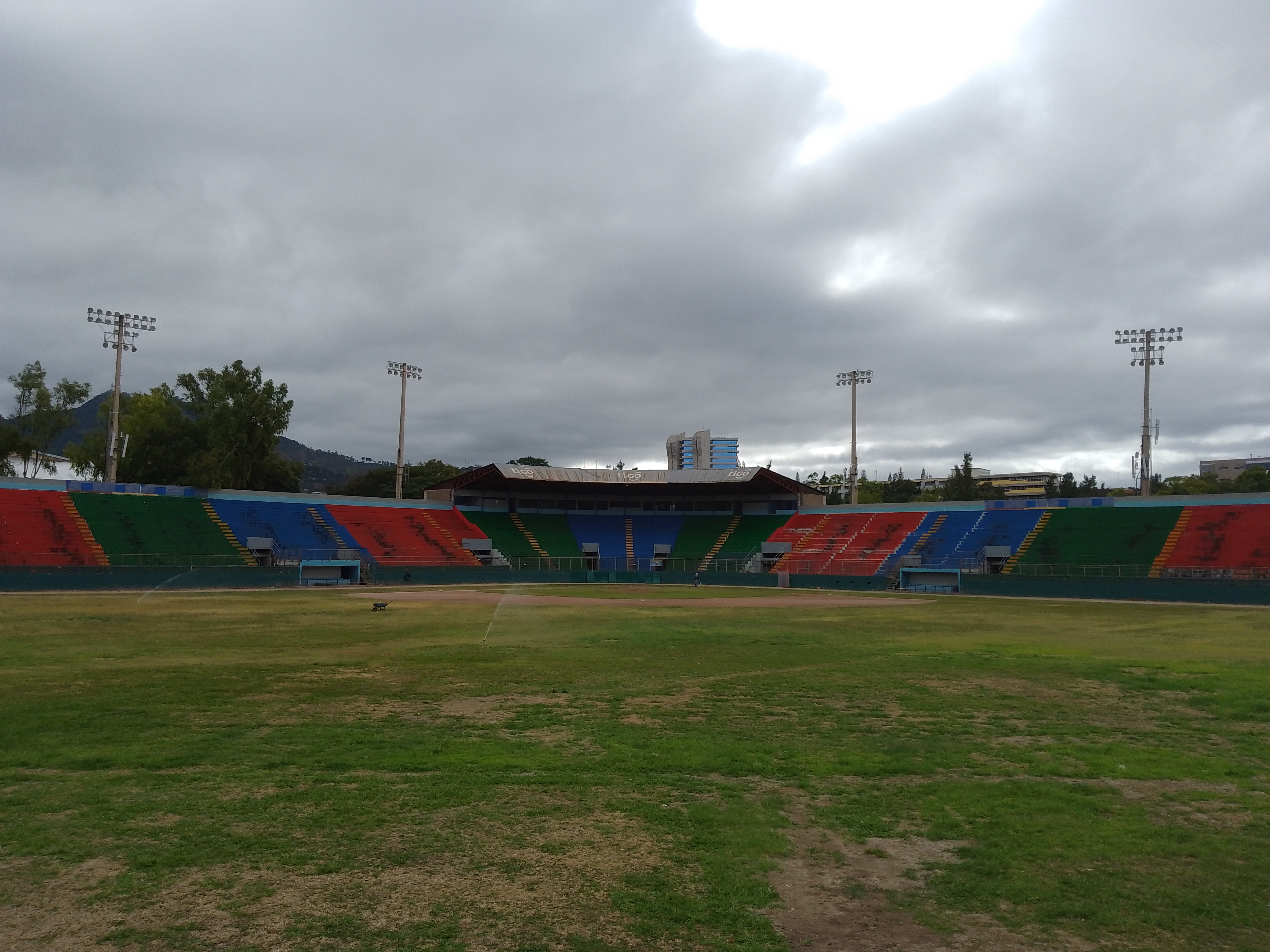
Estadio de Baseball Chochi Sosa

- Gimnasio 1: Área de las disciplinas de gimnasia olímpica, boxeo ping-pong Muay Thai kick boxing Lima Lama

- Gimnasio 2: Gimnasio de voleibol, esgrima y levantamiento de pesas.

- Gimnasio 3: Es el gimnasio de Artes Marciales y baloncesto. Entre las Artes marciales que se practican ahí se encuentran Muay Thai, Jiu JITSU, Sambo, Kendo, Karate Shinkyokushin, Judo y Kung Fu.

- El estadio de béisbol Chochi Sosa. 1.500 espectadores

- Estadio Olímpico: Donde se practica el fútbol y el atletismo. 3.000 espectadores

En atletismo se destaca Ronald Bennett en la categoría de 110 metros con valla como Campeón Centroamericano, Rolando Palacios en los 100 y 200 metros planos, y la corredora Jeimmy Bernardez en los 100 metros con valla. Los 3 participaron de los juegos olímpicos universitarios de verano en Belgrado 2009 en Serbia.

## Deportes Practicados
- Aikido
- Gimnasia: Gimnasia rítmica.
- Baloncesto
- Balonmano
- Boxeo
- Béisbol
- Ping Pong
- Esgrima
- Levantamiento de pesas
- Fútbol
- JIU JITSU
- Tenis
- Karate
- Kung-fu
- Taekwondo
- Natación
- Sambo
- Atletismo
- Voleibol
- Lucha
- Muay thai
- Judo
- Lima Lama (arte marcial Polinesio)
- kick Boxing

Muchos deportistas son becados por el Comité Olímpico Hondureño (COH); Reciben hospedaje, alimentación, medicamentos, estudio y más de 500 lempiras al mes.

## Acceso libre y gratuito
El acceso a las instalaciones deportivas de la Villa Olímpica de Tegucigalpa es libre, porque pertenece a todos los hondureños. El complejo recibe no menos de 10 mil visitas al día, ya que está abierto al público desde las 4:00am hasta las 8:00pm, de lunes a domingo.

## Mantenimiento
El mantenimiento de la Villa Olímpica de Tegucigalpa corresponde a la Comisión Nacional de  Deportes, Educación Física y Recreación (CONDEPOR), encargada de recaudar fondos, obtenidos en su mayoría del Estadio Chelato Uclés.

## Presupuesto
La Condepor maneja un presupuesto global de 24 millones de lempiras anuales. De esa cantidad, el Estadio Chelato Uclés (fuera de la villa olímpica) asigna 11 millones y los restantes 13 millones tienen que salir de los ingresos propios de las instalaciones deportivas. Así que la Villa Olímpica cuenta con menos de 10 millones de lempiras al mes.
Los fondos en su mayoría provienen del Estadio Chelato Uclés, que es de todos los hondureños, donde cobramos por arrendamientos, publicidad, el 8 por ciento que paga la Liga Nacional de Fútbol de Honduras de las taquillas de cada partido y otros ingresos menores”.
La Villa Olímpica no le hace cobros a nadie por la prestación de las instalaciones, aunque, las federaciones hacen cobros mínimos para agenciarse de fondos y poder así salir a sus competencias internacionales. 
No obstante, se refirió que con las constantes alzas de los precios en todos los insumos, para mantener adecuadamente el complejo, necesitan que el gobierno incremente la partida presupuestaria en al menos 30 millones de lempiras.

## Actualidad
Las autoridades de la Comisión Nacional de  Deportes, Educación Física y Recreación (CONDEPOR) empezaron a preocuparse y lograron que el Banco Centroamericano de Integración Económica (BCIE) hiciera una donación de un millón de dólares, equivalentes a unos 20 millones de lempiras, para recuperar la Villa Olímpica.
En la actualidad se está dando un adecuado mantenimiento, en el año 2008 se han invertido 3'5 millones de lempiras en su mantenimiento.
Germán Duarte, es el actual supervisor de proyectos, está trabajando en la reparación de canchas y pintura de pisos en los tres gimnasios del complejo deportivo. Ya se concluyó el cambio de techo de la piscina olímpica, se pintaron las gradas y mallas perimetrales y se adecuaron varias jardineras.